# Noce blanche
Noce blanche (bra: Boda Branca; prt: Noce Blanche) é um filme francês de 1989, dirigido e escrito por Jean-Claude Brisseau, com Bruno Cremer e Vanessa Paradis no elenco.

## Elenco
| Ator            | Papel             |
| --------------- | ----------------- |
| Vanessa Paradis | Mathilde Tessier  |
| Bruno Cremer    | François Hainaut  |
| Ludmila Mikaël  | Catherine Hainaut |
| François Négret | Carpentier        |

## Prêmios e indicações
| Ano  | Prêmio                | Categoria                | Por                | Resultado |
| ---- | --------------------- | ------------------------ | ------------------ | --------- |
| 1990 | César                 | Atriz mais promissora    | Vanessa Paradis    | Vencedora |
| 1990 | César                 | Melhor pôster            | Dominique Bouchard | Indicado  |
| 1990 | César                 | Melhor atriz coadjuvante | Ludmila Mikaël     | Indicada  |
| 1990 | Prêmio Romy Schneider |                          | Vanessa Paradis    | Vencedora |